# The Skyriders
The Skyriders, begonnen als Electric Johnny & The Skyriders, was van 1958 tot 1972 een Nederlandse band uit Volendam met skiffle- en beatmuziek. Zes leden van The Cats hebben een periode in deze band gespeeld, evenals Dick Plat van Left Side, Canyon en BZN.

## Geschiedenis
Jan Buijs (Spruitje) richtte in 1958 de skiffleband Electric Johnny & The Skyriders op. Toen de band 'ruige beatmuziek' begon te spelen, verliet hij de band die sindsdien de naam The Skyriders droeg. De band dankte zijn naam aan het nummer Riders in the sky van Vaughn Monroe.
De aanwezigheid van de geluidsapparatuur zorgde er in die jaren voor, dat Buijs' dansschool fungeerde als kweekvijver van aankomende muzikanten in Volendam, zoals de Spoetnik Boys, de The Beat Boys, Left Side, The Cats en The Skyriders zelf. Hoewel de band vooral covers speelde, werd er eind jaren zestig ook eigen werk geschreven, waaronder Come to me dat wel werd opgenomen maar nooit werd uitgebracht.
The Skyriders traden vaak op in grote zalen met andere bands of artiesten, zoals The Outsiders en Ferre Grignard. De band werd opgeheven toen Dick Plat in 1972 vertrok naar Left Side.
In de tijd dat Cees Veerman lid was van The Skyriders, liep de band de eerste prijs tijdens een talentenjacht mis, omdat hij volgens jurylid Dick Maurer, een bekend crooner en voetballer uit Volendam, allang in bed had moeten liggen.

### The Cats en andere bandleden
Rond 1959 speelden Cees Veerman en Arnold Mühren, latere leden van The Cats, bij The Skyriders. Zij hadden Jaap Schilder zien spelen, de gitarist van The Everly Kosters, en vroegen hem zich aan te sluiten bij The Skyriders. Die zegde toe, op voorwaarde dat zijn neef en andere helft van The Everly Kosters, Piet Veerman, ook meekwam. Hierna splitsen de vier zich af en richtten ze The Mystic Four op, die uiteindelijk verderging als The Blue Cats en vervolgens The Cats.
Hun eerste drummer, Cees Mooyer, was drummer van het eerste uur van The Skyriders geweest. Theo Klouwer volgde hem zowel bij The Skyriders op als later bij The Cats. Klouwer werd bij The Skyriders opgevolgd door Cor Schokker.
Andere bandleden waren in de loop van de tijd onder meer Siem de Boer (Korn), Evert Veerman (Corn), Cor Veerman (Dekker), Jaap Stroek en Dick Plat. De manager was eerst Jan Guyt en later Kees Schokker (de broer van Cor).